# 世にも奇妙な物語 秋の特別編 (2000年)
『世にも奇妙な物語 秋の特別編』（よにもきみょうなものがたり あきのとくべつへん）は、2000年10月4日（水曜）21:30 - 23:55にフジテレビで放送された『世にも奇妙な物語』の特別編。20世紀に放送された最後の特別編である。

## 断定男

### キャスト
- 福留聡 - ユースケ・サンタマリア
- 明美 - 黒坂真美
- 福留陽子 - 北原一咲
- 課長 - 北見敏之
- 駅員 - 伊藤俊人
- 刑事 - 伊藤正之
- 運転手 - 久保晶
- おばちゃん - 青木和代、山口みよ子
- サラリーマン - ト字たかお
- 警官 - プリンプリン（田中章・うな加藤）
- 男 - 宮崎吐夢、川原澄人
- 受付 - 揚田あき、川守田華子
- ウエイトレス - 杉本夕子
- 駅長 - 金田明夫

### スタッフ
- 脚本 - 越智真人
- 演出 - 土方政人

## 発電課長

### キャスト
- 木下満男 - 角野卓造
- 小林 - 岸博之
- 坂本 - 渡辺寛二
- 片岡 - 山崎海童
- 吉田 - 正名僕蔵
- 木下里子 - 円城寺あや
- 貴志 - 長谷部隼
- 部長 - 河西健司
- 医師 - 大高洋夫
- おでん屋 - 江良潤
- 向かいの主人 - 六角精児
- サラリーマン - 大森ヒロシ、まいど豊
- 男子社員 - 林和義、阪口拓也
- 女子社員 - 小林美江、せきぐちきみこ
- 一文字 - 粟野史浩
- 上司 - 長沢大
- 看護婦 - 中込佐知子
- レポーター - 里見まや

### スタッフ
- 原案 - 八百板洋朗
- 脚本 - 大野敏哉
- 演出 - 小椋久雄

## よう、鈴木!

### キャスト
- 鈴木博 - 陣内孝則
- 綾小路新太郎 - 近藤芳正
- 有栖川道夫 - 梅野泰靖
- 神宮寺昭彦 - 温水洋一
- 渾太望雅子 - 宮地雅子
- 源五郎丸利久 - 小林すすむ
- 伊集院浩一 - 福本伸一
- 大目立順子 - 宍戸美和公
- 立派な男性 - 小林隆
- ダンディーな男 - 菊池均也
- モミアゲ男 - 蛍原徹（雨上がり決死隊）
- 真面目そうな女 - 市瀬理都子
- 関 - 竹沢一馬
- 管理人 - 田村元治
- 神宮寺芳江 - 山崎優子
- 長宗我部皐月 - 戸田恵子

### スタッフ
- 脚本 - 福島三郎
- 演出 - 平野眞

## バーゲンハンター

### キャスト
- 白石めぐみ - 松下由樹
- 白石翔太 - 山田実里
- 黒岩勝子 - 伊佐山ひろ子
- 白石太一 - 近江谷太朗
- レポーター - 政井マヤ
- おもちゃ屋店主 - 岩永新悟
- 荒らし - 関田豊枝、田浦リオ、保坂なお、河手歌織
- 客 - のぼりかのこ、川原洋子
- 主婦 - 舟木幸、今橋かつよ、連雀華子、椎名訓子
- 次郎 - 香川拓海
- 子供 - 伊藤優樹、鎌田雄太郎、石井重吉、星野真美
- バーゲンセレモニスト - 乃木涼介
- 白石多恵子 - 吉行和子

### スタッフ
- 脚本 - 田中一彦
- 演出 - 李闘士男

## さとるの化物

### キャスト
- 青年 - 沢村一樹
- 木原美佐 - 矢田亜希子
- 近藤麻里 - 中村麻美
- 紳士 - 林隆三
- 店主 - 中村育二
- カウンターの客 - 原田修一
- 山の男 - かわのをとや
- さとるの化物 - 吉村友志
- イメージの中の男 - 牟田浩二
- ナタリー - シェリー・スゥエニー

### スタッフ
- 原作 - 小松左京「さとるの化物」（『霧が晴れた時』所収 / 角川書店）
- 脚本・演出 - 落合正幸

### 備考
- 本作は『映画の特別編』の作品の一つ『雪山』の前日談となっており、木原美佐と近藤麻里がバーの客人として登場している。